# Parc éolien du lac Bonney
Le parc éolien du lac Bonney est un parc éolien près de Millicent, en Australie-Méridionale. Le parc éolien est situé au sud du pays, et contigu au parc éolien de Canunda. Les deux sont construits le long de la chaîne Woakwine, une ligne de dunes de sable stabilisées qui étaient autrefois côtières.

## Description
Le projet est construit en trois étapes. L'étage 1 comprend 46 turbines ayant chacune une capacité nominale de 1,75 MW (total 80,5 MW) et est achevé en mars 2005. La construction de l'étape 2 commence en novembre 2006 et s’achève en avril 2008. L'étage 2 comprend 53 turbines de 3 MW (total 159 MW). L'étage 3 comprend 13 turbines de 3 MW au total 39 MW). La construction de l'étape 3 commence en février 2009 et est mise en service en septembre 2009.
Le propriétaire du parc éolien du lac Bonney est Infigen Energy, anciennement connu sous le nom de Babcock and Brown Wind Partners. Les éoliennes sont entretenues dans le cadre d'un contrat de service après garantie par le fabricant d'éoliennes Vestas.

## Stockage d'énergie
Il est annoncé en août 2018 qu'une centrale électrique de stockage sur batterie serait ajoutée au parc éolien afin de fournir des engagements plus fermes en matière de fourniture d'électricité, de sécurité du système et de services auxiliaires au réseau électrique. L'installation du projet coûte 38 millions de dollars australiens, dont 5 millions de dollars proviennent du gouvernement de l'Australie-Méridionale et 5 millions de dollars de l'Agence australienne des énergies renouvelables (ARENA). La construction de la centrale s'achève en mai 2019 et les tests commencent en novembre 2019. En 2020, son service auxiliaire de contrôle de fréquence (FCAS) rapporte 230 000 $ par MWh installé.